# Auerbach in der Oberpfalz
Auerbach in der Oberpfalz is een plaats in de Duitse deelstaat Beieren, gelegen in het Landkreis Amberg-Sulzbach. De stad telt 8.717 inwoners.

## Geografie
Auerbach in der Oberpfalz heeft een oppervlakte van 70,33 km² en ligt in het zuiden van Duitsland.
Ammerthal ·
Auerbach i.d.OPf. ·
Birgland ·
Ebermannsdorf ·
Edelsfeld ·
Ensdorf ·
Etzelwang ·
Freihung ·
Freudenberg ·
Gebenbach ·
Hahnbach ·
Hirschau ·
Hirschbach ·
Hohenburg ·
Illschwang ·
Königstein ·
Kümmersbruck ·
Markt Kastl ·
Neukirchen b.Sulzbach-Rosenberg ·
Poppenricht ·
Rieden ·
Schmidmühlen ·
Schnaittenbach ·
Sulzbach-Rosenberg ·
Ursensollen ·
Vilseck ·
Weigendorf